# バジリスク (プロレス)
バジリスク（Basilisk）はプロレスラーのユニット。KAIENTAI-DOJOを主戦場として活動している。
KAIENTAI-DOJO（RAVE）にて活動のヒールユニット。ハンサムなJOEとそれを賛美する他メンバーによって構成される。ハンサムに振舞うJOE、ヤス・ウラノは客席にて「ハンサム！」と叫びMr.Xがマイクで客を煽る。そしてマイク・リーJr.は鉄平ちゃんこを食べるのがお決まりとなっている。

## 経歴
2004年
- X's解散後所属なしとなったMr.XがJOEと組み、マイク・リーJr.をひきいれ結成。さらに奇行を重ねていたヤス・ウラノを加えて度重なる悪行を繰り返し、客の大顰蹙を買ったため試合が組まれないという事態にまで発展した。

2005年
- 5月の2リーグ制でRAVE所属のユニットとなりNew Standardらと抗争する。
- そしてJOEのハンサムさに陶酔した他メンバーによる異常なまでのJOEプッシュによりハンサム旋風を巻き起こし、ついには専門誌による「ハンサム特集」などが組まれ「インディー・サミット」では他団体のファンまでも虜としてしまう。

2006年
- そして勢いづいたJOEが1月にシングル王座であるCHAMPION OF STRONGEST-Kを獲得しハンサム王者となる。
- 4月にはJOEヤス・ウラノと組みSTRONGEST-K TAG王座までも獲得、同日にMr.Xとマイク・リーJr.が組んでWEWハードコアタッグ王座を獲得しユニットでの3冠を達成した。
- 11月14日に開催のGPWA主催の「GPWA興行」に参加しNew Standardと対戦、JOEのハンサムショーに全観客が魅了され会場はハンサム一色となった。

2007年
- ヤス・ウラノが7月8日付でのK-DOJO退団を表明。同時期にマイク・リーJr.が膝の怪我により引退を発表。メンバーの相次ぐ離脱により、バジリスクは7月8日のBlueFieldでの興行を最後に解散と発表される。（ラストマッチの相手はNew Standard）

## 所属メンバー
- ザ・ハンサムJOE
- ヤス・ウラノ
- Mr.X
- マイク・リーJr.

## テーマ曲
- 「Basilisk」（A1-joko）※「KAIENTAI-DOJO 2」に収録